# Dieselův cyklus
Dieselův cyklus nebo Dieselův oběh je ideální tepelný oběh sestávající z vratných změn.
Dieselův cyklus popisuje práci tepelného stroje, kde přívod tepla probíhá plynule během expanze a odvod tepla se uskuteční ve velmi krátkém čase – beze změny pohybu pístu. Takové přiblížení je možno použít pro vznětové motory při plném zatížení, kde se větší část spalování (přívod tepla) koná během expanze. Odvod tepla je realizován výměnou náplně, což zhruba odpovídá předpokladům modelu.

## Diagram Dieselova cyklu

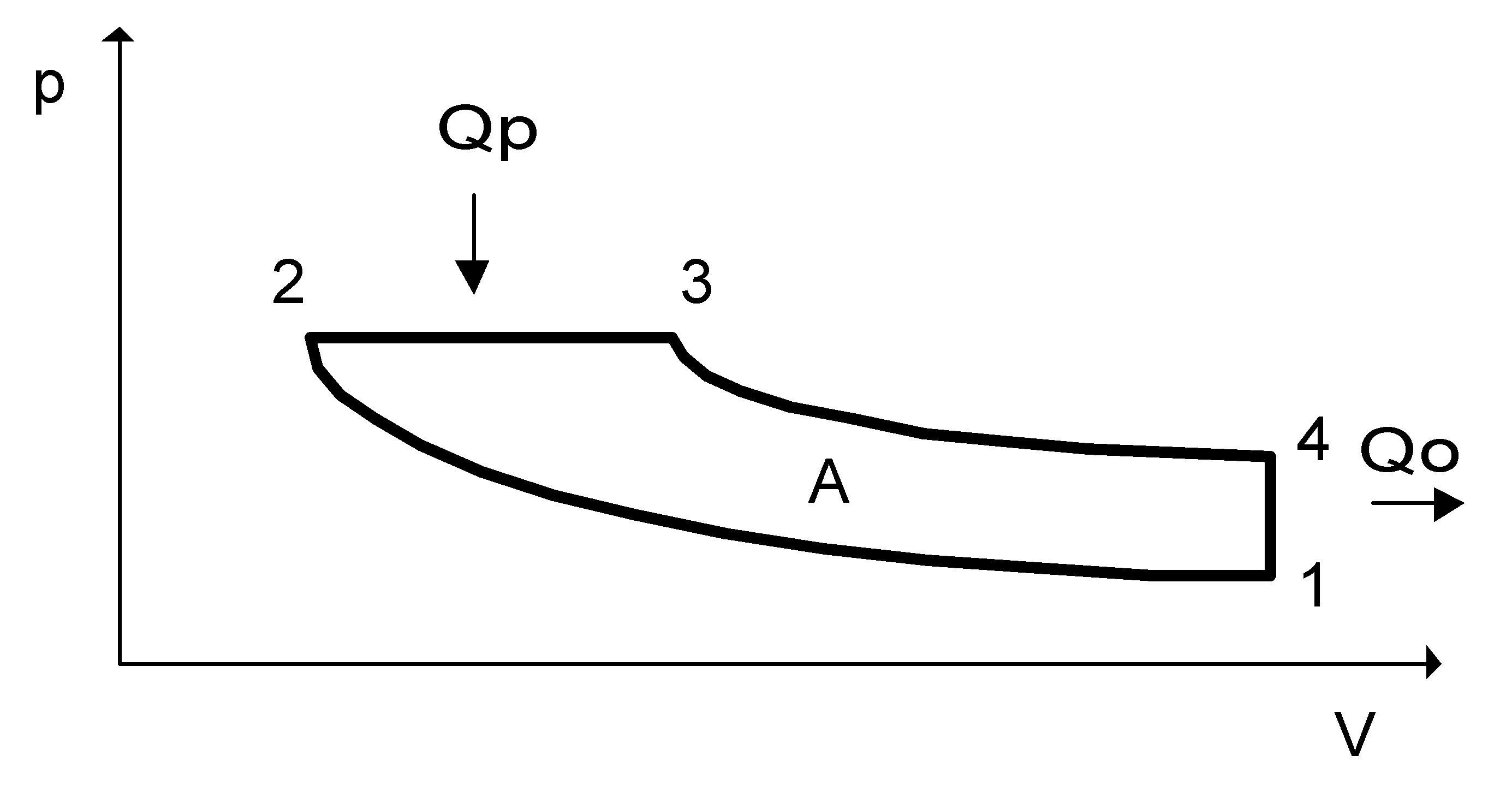
Znázornění Dieselova cyklu v pV diagramu.

Jednotlivé fáze Dieselova cyklu znázorňuje diagram vyjadřující závislosti tlaku na objemu (pV diagram). Zanesením všech čtyř fází cyklu do jednoho diagramu získáme oblast ohraničenou dvěma adiabatami, izochorou a izobary. Obsah této oblasti odpovídá práci vykonané strojem
{\displaystyle A\equiv Q_{p}-Q_{o}}.
- křivka mezi body 1 a 2 – adiabatická komprese
- křivka mezi body 2 a 3 – izobarický přívod tepla
- křivka mezi body 3 a 4 – adiabatická expanze
- křivka mezi body 4 a 1 – izochorický odvod tepla

## Účinnost Dieselova cyklu
Účinnost Dieselova cyklu závisí pouze na:
- kompresním poměru, tj. poměru objemu ve stavu 1,4 k objemu ve stavu 2 (ε)
- exponentu adiabaty – Poissonově konstantě (k)
- množství přivedeného tepla, tj. poměru objemu ve stavu 3 k objemu ve stavu 2 (ρ)

{\displaystyle \eta =1-{\frac {1}{\epsilon ^{k-1}}}.{\frac {\rho ^{k}-1}{k.(\rho -1)}}}